# Dasineura asperulae
Dasineura asperulae är en tvåvingeart som först beskrevs av Hugh Low 1875.  Dasineura asperulae ingår i släktet Dasineura och familjen gallmyggor. Inga underarter finns listade i Catalogue of Life.